# Берлин, Борис Моисеевич
Бори́с Моисе́евич Бе́рлин (23 февраля [8 марта] 1906, Минск — 10 августа 1995, Москва) — советский пианист, композитор, педагог, профессор. Заслуженный деятель искусств РФ (1992).

## Биография
Родился 8 марта (по новому стилю) 1906 года в г. Минске. Отец — Моисей Борисович работал в Русско-азиатском банке, мать — Софья Абрамовна была пианисткой-любительницей и давала уроки музыки. В семье было трое детей — Александр, Цецилия и Борис. Перед Первой мировой войной семья переехала в Орёл, где её постигло большое горе: умер от диабета старший сын Александр, а вскоре после этого умерла Софья Абрамовна.
Борис Моисеевич начал играть на рояле в четырёхлетнем возрасте, подбирая по слуху и импровизируя. Первым учителем Берлина, причём не только музыки, но и других предметов, был М. М. Клечковский. Какое-то время Берлин учился и в гимназии.
В 1922 году поступил в Московскую Государственную консерваторию на два факультета: композиторский (классы Г. Э. Конюса, М. Ф. Гнесина, Н. Я. Мясковского) и фортепианный (вначале класс А. Ф. Гедике, затем класс К. Н. Игумнова). Помимо учёбы работал в Камерном театре А. Я. Таирова и в синематографе «Малая Дмитровка» (ныне в этом здании театр «Ленком»), где импровизациями на рояле сопровождал немые фильмы.
В 1931 году Б. М. Берлин окончил консерваторию и стал первым ассистентом К. Н. Игумнова в МГК.
В 1920-х −30-х годах много концертировал. В его репертуаре преобладали произведения Бетховена, Шопена, Листа, Брамса и особенно Скрябина.
В 1933 году Б. М. Берлин участвовал в I Всесоюзном конкурсе, прошел в финал, но из-за болезни выступать не смог, а спустя некоторое время вынужден был вообще отказаться от концертной эстрады.
В 1935 году присвоено учёное звание доцента.
С первых дней Великой Отечественной войны был в ополчении, а затем вместе с группой педагогов и студентов консерватории эвакуирован в Саратов.
В феврале 1942 году в Большом зале Саратовской консерватории состоялся вечер студентов его класса, посвященный музыке Ф. Листа в котором участвовали А. Бабаджанян, А. Каплан, И. Белоконь, Г. Богино, З. Лихтман, М. Поркшеян, А. Франк, Н. Сильванский.
С 1944 года и до конца своих дней Б. М. Берлин работал в институте — Российской Академии музыки им. Гнесиных.
В 1973—75 гг. возглавлял кафедру специального фортепиано.
Автор большого количества музыкальных произведений (крупнейшее для фортепиано — «Восемь картин на русскую тему» памяти К. Н. Игумнова издано в 1957 году).

## Среди учеников
Аджемов К., Аксёнов А., Алексеева Л., Айбиндер А., Анастасьева И., Арзаманов Ф., Арутюнян А., Аязян Н., Бабаджанян А., Байкиева Р., Белоконь И., Бобрышева Н., Богино Г., Богино С., Болотова Н., Борзова С., Брейтбурт Е., Бриккер В., Вайнштейн Д., Виноградская М., Винокур Л., Вихрова Г., Воеводкина О., Гаврилиду И. (Греция), Гандельсман Ж., Гарт Б., Григорьева Н., Гурвич Ю., Демиденко Е., Дрезнин С., Дударова В., Дукор А., Дьяченко-Морозова А., Евтич М. (Югославия), Жив Э., Захарова И. Н., Илларионова И., Ильинская И., Калантарова Е., Калинина Л., Камаев В., Каминкер М., Каплан А., Кацова Л., Кензер Ю., Кожеватов Ю., Комаровская И., Краснова С., Лиман А., Литинская В., Лихтман З., Лукъянова М., Майорский Г., Малхасян К., Матвеева И., Мещерякова В., Мирзоян Э., Михновский И., Морозова Л., Мудрая А., Мурина Т., Мусаелян С., Мусаелян Э., Мухаметшина Л., Натарова Т., Ниеляндр С., Овакимова Г., Ованесян А., Пикельная И., Подольская В., Поркшеян М., Прускина Н., Рахимкулов Т., Родионова А., Рубинчик В., Самолётов В., Сильванский Н., Соколоверова Е., Соколовская Е., Стародубровская Л., Стриковская Е., Ta Quang Dong (Вьетнам), Тихонов Д., Тихонова (Петросян) Л., Толстых Р., Треер Л., Финтон-Рибер Э. (США), Фирзодян С., Франк А., Франк Л., Фрейнкина Т., Фридман Б., Фронцкевич М., Ханинова Т., Хенах А., Хлынова Е., Чалдранян М., Чернова Е., Шабаньянц Л., Шалитаева М., Шамроношвили К., Шараевская И., Шахбазян А., Шевцова Т., Штерн М., Эпштейн С., Юрова Т., Яблонская О., Янковская Н. и др.
В 1992 году присвоено почётное звание — Заслуженный деятель искусств России.
Скончался 10 августа 1995 г. Похоронен на Донском кладбище в Москве.

## Семья
Жена Б. М. Берлина — Магдалина Христофоровна Поркшеян (14 октября 1916 — 16 декабря 2001) — пианистка, педагог, преподавала в Московской музыкальной школе им. И. Дунаевского. Их сын — Александр Борисович Берлин (род. 8 октября 1945 г.).

## Преподавание
Профессор Б. М. Берлин был необыкновенной личностью. Фортепианная педагогика была главным делом его жизни (более 200 учеников). Но Борис Моисеевич оказывал огромное влияние не только на своих собственных студентов, но и многих других музыкантов, так или иначе попавших в его орбиту. Он обладал необычайно оригинальным, ярким представлением (и слышанием!) музыки. Все, кто присутствовал на его занятиях с учениками, да это и слышно по сохранившимся немногочисленным записям, отмечали, что урок превращался в необыкновенное действо, напоминавшее театральную постановку под руководством вдохновенного артиста — режиссёра и одновременно дирижёра оркестра. Однако, при всей кажущейся импровизационности и театральности проведения уроков Берлиным, в их основе была четкая оригинальная система подготовки музыканта — исполнителя, которая, будучи очень самобытной, тем не менее своеобразно преломила и продолжила лучшие традиции русской фортепианной школы.
Система Б. М. Берлина включала в себя обязательные упражнения на умение слышать звук и сочетания звуков («собирание гармоний»); упражнения на укрепление пальцев для нужного звукоизвлечения и фразировки (секрет виртуозности — в «стальных» пальцах при свободной руке и плече, отсюда и требование особой посадки за инструментом, отчего даже внешне за роялем его студенты отличались от других); упражнения на выработку исполнительских приемов. Главным было воспитание образного мышления и умения прочесть музыкальный текст, исходя из стиля композитора. Система отрабатывалась на обязательном репертуаре, который проходили все новые ученики (иногда одновременно) — I скерцо Шопена, Ноктюрн Листа ми мажор… Берлину удавалось сделать ученика талантливее, заставляя работать интеллект и эмоции, расширяя представление о композиторе и о возможностях инструмента.
Имя Б. М. Берлина по праву входит в золотой фонд отечественной музыкальной педагогики.
К 100-летию со дня рождения ученики и кафедра специального фортепиано РАМ им. Гнесиных подготовили книгу (составитель А. М. Аксенов)
«Режиссура игры на фортепиано» (Б. М. Берлин — музыкант, личность, педагог).